# Astyages
Astyages (altgriechisch Ἀστυάγης, altpersisch *Ṛšti-vaiga, babylonisch Ištumegu) war ein medischer König und der letzte Herrscher der medischen Kyaxares-Konföderation. Er war der Sohn des Kyaxares II. und gemäß Herodot der Großvater des Perserkönigs Kyros II. Seine Regierungszeit ist in der Forschung umstritten und wird entweder mit einem Jahr, von 551 v. Chr. bis 550 v. Chr., oder nach Herodots Angaben von 585 v. Chr. bis 550 v. Chr. angesetzt.

## Name
Der Name des Astyages wird von Herodot auf Griechisch als Ἀστυάγης, von Ktesias in Photios’ Exzerpt als Ἀστυίγας wiedergegeben. In babylonischen Keilschrifttexten erscheint er als Ištumegu. Diese Namensformen dürften auf Altpersisch *Ṛšti-vaiga (= „Speerwerfer“) zurückgehen.

## Leben
Laut dem griechischen Historiker Herodot war Astyages ein Sohn des medischen Königs Kyaxares II. Er vermählte sich, wahrscheinlich im Jahr 585 v. Chr., mit Aryenis, einer Tochter des lydischen Königs Alyattes II., wodurch er der Schwager von Alyattes’ Sohn Krösus wurde. Seine Einheirat in das lydische Königshaus war Teil eines zwischen Kyaxares und Alyattes nach der Schlacht am Halys geschlossenen Friedensvertrags. Nach dem Tod seines Vaters übernahm Astyages wohl noch 585 v. Chr. die Herrschaft. Über seine Regierung ist nichts Näheres bekannt. Er soll eine Tochter, Mandane, gehabt haben, durch die er Großvater des Kyros II. geworden sei. Im Gegensatz zu Herodot bestritt der antike Historiker Ktesias, dass Kyros mit Astyages verwandt war. Herodot gab in diesem Zusammenhang an, dass ihm vier Versionen über Kyros’ Herkunft und Jugendjahre bekannt waren, von denen er die ihm am glaubwürdigsten erscheinende berichten wolle.
Gemäß dieser dennoch legendenhaften Erzählung des Herodot soll Astyages von einem Traum geplagt worden sein, in dem Mandane so viel „Wasser“ ließ, dass hierdurch seine Hauptstadt Ekbatana und in der Folge ganz Asien überflutet wurde. Herodot teilt zwar nicht die Auslegung des Traums durch die Traumdeuter mit, lässt aber durchblicken, dass Astyages deswegen stark beunruhigt war. Aus Furcht um seinen Thron gab Astyages daher Mandane, deren Kind sonst Thronerbe geworden wäre, keinem Meder, sondern dem Perser Kambyses, zur Frau. Herodot charakterisiert Kambyses als Mann aus gutem Haus, der von Astyages tiefer als ein Meder aus dem Mittelstand eingeschätzt wurde.
Kurz nach der Eheschließung träumte Astyages, dass aus Mandanes Schoß ein Weinstock wuchs, der ganz Asien überschattete. Die Traumdeuter prophezeiten ihm, dass sein Traum besage, Mandanes Sohn würde anstelle ihres Vaters König werden. Als Astyages erfuhr, dass Mandane schwanger war, ließ er sie aus Persien heimholen. Sobald seine Tochter ihr Kind zur Welt gebracht hatte, beauftragte er einen Vertrauten, den Meder Harpagos, es zu töten und zu begraben. Harpagos wollte sich aber nicht des Mordes an dem einzigen männlichen Nachkommen seines Verwandten Astyages schuldig machen und hatte außerdem Angst vor der Rache Mandanes, die nach Astyages’ Tod die Herrschaft übernehmen würde. So übergab er den Knaben dem medischen Rinderhirten Mitradates, der ihn im wilden Gebirge aussetzen sollte, stattdessen aber an sich nahm und großzog. Als Kyros zehn Jahre alt war, kam Astyages dahinter, dass sein Enkel noch lebte. Aus Zorn ließ er den 13-jährigen Sohn des Harpagos schlachten und den unwissenden Vater mit dem Fleisch des Sohnes bewirten.
Nachdem ihn die Traumdeuter bezüglich der von seinem Enkel ausgehenden Gefahr beruhigten hatten, schickte Astyages den jugendlichen Kyros zu seinen Eltern nach Persien. Als Kyros herangewachsen war, baute er hier seine Macht aus und reizte auf Anstiften des nach Rache dürstenden Harpagos die Perser zum Abfall von dem seine Untertanen hart bedrückenden Astyages auf. Als dieser davon erfuhr, entsandte er ein Heer, unbesonnenerweise unter Führung des Harpagos, um gegen Kyros zu kämpfen. Harpagos lief jedoch mit einem Teil der Streitmacht zu den Persern über, während der größere Teil der medischen Soldaten floh. Astyages zog nun mit allen verbliebenen Medern gegen Kyros. Er verlor aber in der entscheidenden Schlacht nahe seiner Hauptstadt seine gesamte Streitmacht und geriet in Gefangenschaft des Kyros. So soll Herodot zufolge Astyages’ Herrschaft zu Ende gegangen sein; Kyros aber habe Astyages bis zu dessen Tod nichts zu Leide getan.
Die durch das ausführliche Exzerpt aus Nikolaos von Damaskus erhaltene Darstellung des Ktesias über Kyros’ Jugend und Rebellion gegen seinen medischen Oberherrn Astyages ist größtenteils historisch unzuverlässig. Demnach sei Kyros von niederer Abstammung gewesen und habe in jugendlichem Alter als Bediensteter am Hof des Astyages gelebt. Nach Persien zurückgekehrt habe er sich gegen Astyages erhoben, der daraufhin an der Spitze eines ungeheuren Heers gegen die Perser gezogen sei, sie geschlagen und in die nahe Pasargadae gelegene Gebirgsregion zurückgedrängt habe. Dort hätten die Perser aber einen Sieg gegen Astyages erringen können. Im Auszug des Photios aus Ktesias wird weiters berichtet, dass Astyages schließlich endgültig von Kyros besiegt wurde, nach Ekbatana floh und sich dort in seinem Palast versteckte, dann aber gefangen nehmen ließ. Kyros behandelte ihn gütig und soll ihn zum Herrscher über die Barkanier eingesetzt haben.
In einer zeitgenössischen babylonischen Primärquelle, der Inschrift des Sippar-Zylinders, erscheint der Gott Marduk dem babylonischen König Nabonid im Traum und erzählt ihm, dass Kuraš (= Kyros), der König von Anschan, im 3. Regierungsjahr Nabonids (553 v. Chr.) mit geringer Truppenzahl seinen von starken Streitkräften unterstützten Oberherrn Ištumegu (= Astyages), König der Umman-Manda (= Meder), besiegte, gefangen nahm und gefesselt in sein Land führte. Auch die Nabonid-Chronik berichtet von Kyros’ Kampf gegen Astyages, ist aber in diesem Teil stark beschädigt. Immerhin konnte ihr an ergänzenden Informationen entnommen werden, dass eine Empörung des medischen Heeres gegen Ištumegu dem Kyros den Sieg erleichterte; die rebellierenden Soldaten lieferten demnach Ištumegu an Kyros aus. Wahrscheinlich datierte die Nabonid-Chronik diesen militärischen Erfolg des Kyros in das Jahr 550 v. Chr. Diese beiden Primärtexte bestätigen also im Groben Herodots Bericht über den Sturz des Astyages, etwa auch in dem Punkt, dass Kyros offenbar einen mächtigen Helfer unter den Leuten des Astyages hatte, der die Rebellion des medischen Heers veranlasste. Ob dieser Helfer aber Harpagos hieß, wie Herodot angibt, kann nicht bestätigt werden.
Über den Tod des Astyages berichtet Ktesias, dass Kyros und Amytis, die Tochter des Astyages, sich nach dem Krieg gegen Krösus danach sehnten, Astyages wiederzusehen. Daher sollte der Eunuch Petesakas im Auftrag des Kyros den Astyages in Barkanien aufsuchen und an den Königshof bringen. Kyros’ Vertrauter Hoibares überredete aber Petesakas, den schon in hohem Alter stehenden Astyages in einer einsamen Gegend auszusetzen, wo dieser umkam. Amytis erfuhr durch einen Traum vom Tod ihres Vaters, woraufhin Petesakas befohlen wurde, den Leichnam des Astyages zu bergen, den er von Löwen bewacht fand. Nach seiner Rückkehr wurde Petesakas auf Befehl der Amytis geblendet, ausgepeitscht und gekreuzigt. Hoibares hatte vor einem ähnlichen Los Angst und hungerte sich zu Tode.

## Rezeption

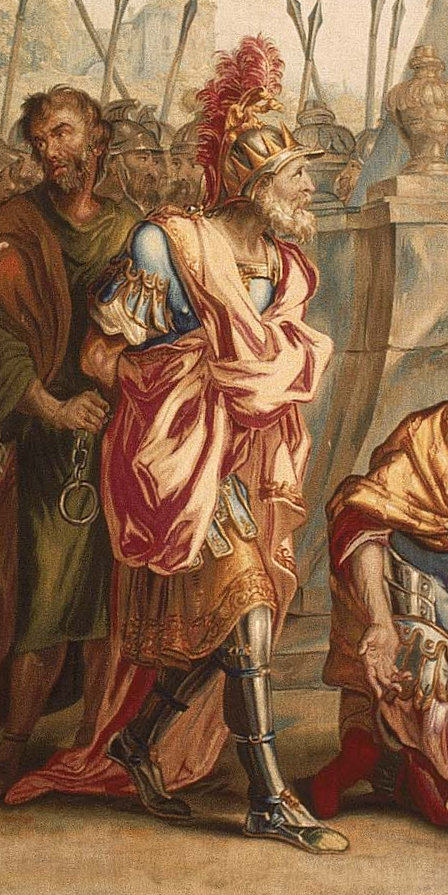
König Astyages in Ketten (Wandteppich aus dem 18. Jahrhundert)

Die von Herodot überlieferte Geschichte dient der Legitimation einer Herrschaftsübernahme. Ohne Legitimation hätte ein fremder König, der zudem aus dem Nichts erschienen ist, es schwer, im geschichtsträchtigen Vorderen Orient zu bestehen. Wie bei jeder Art von Legitimierung beziehungsweise Überzeugungsarbeit, stellt sich auch bei der Erzählung von Kyros II. die Frage nach dem Erfinder, dem Zielpublikum, dem Inhalt und der Art und Weise, wie der Inhalt dem Zielpublikum überbracht wurde.
Das Motiv des ausgesetzten Helden kommt in vielen verschiedenen Kulturen vor. Insgesamt sind 71 verschiedene Mythen mit dem gleichen Motiv überliefert. Mose, Ödipus und Romulus und Remus sind bis heute im westlichen Bewusstsein verankert. In den semitischen Versionen wie denjenigen von Moses oder Sargon von Akkad ist es die Mutter, die ihr Kind schützen will und es deshalb aussetzt. In den Erzählungen aus der indo-europäischen Tradition dagegen will eine Person den Helden zerstören. Die Geschichte von Kyros II. aus der indo-europäischen Tradition wird gewöhnlich von der Wissenschaft mit der semitischen Version von Sargon von Akkad verknüpft. Aber gerade in diesem Punkt unterscheiden sich die beiden Mythen. Bei Kyros II. war es Astyages, der den Helden vernichten wollte. Sargon von Akkad wurde als Kind von der Mutter verlassen. Es ist deshalb fragwürdig, ob die Legende von Kyros II. an das mesopotamische Zielpublikum gerichtet war.
Bereits Herodot schlug vor, dass Kambyses I. und Mandane die Fakten absichtlich manipuliert und einen Mythos geschaffen hätten, um die Perser zu beeindrucken. Moderne Wissenschaftler setzen den Ursprung der Geschichte in das medische Milieu. Kyros II. selber oder seine Nachkommen hätten die persisch-medische Einheit stärken wollen, um die Meder vom gemeinsamen Nutzen einer persischen Herrschaft zu überzeugen.